# St.-Annen-Kirche (Dörverden-Westen)

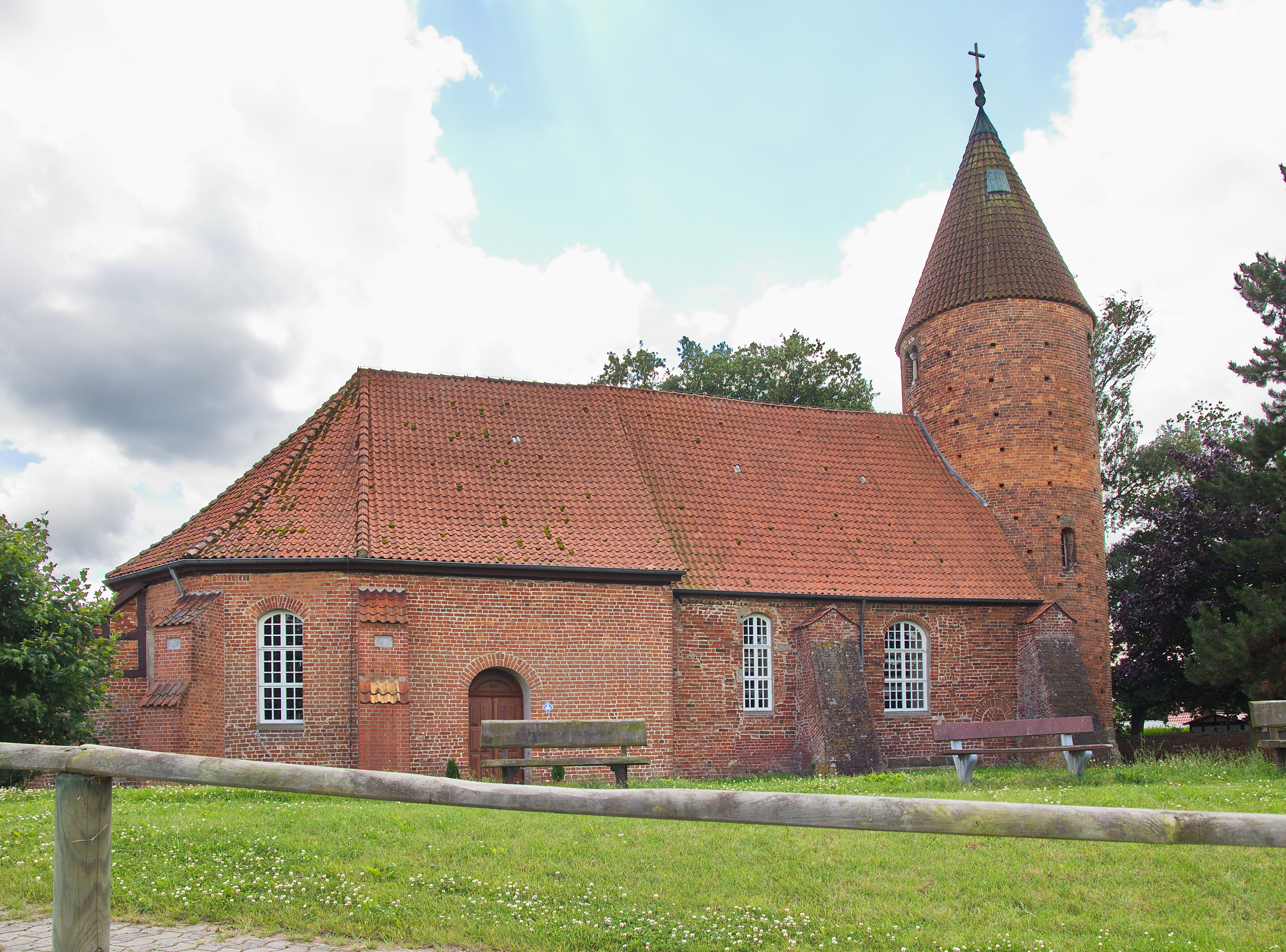
Ansicht vom Deich der Aller

Die evangelisch-lutherische St.-Annen-Kirche im Dörverdener Ortsteil Westen steht am linken Ufer der Aller an der Stelle einer früheren Ritterburg, von der sonst keine Reste erhalten sind. Die Backsteinkirche besteht aus Bauteilen aus der Romanik, der Gotik und dem späten 18. Jahrhundert.

## Geschichte und Baugeschichte

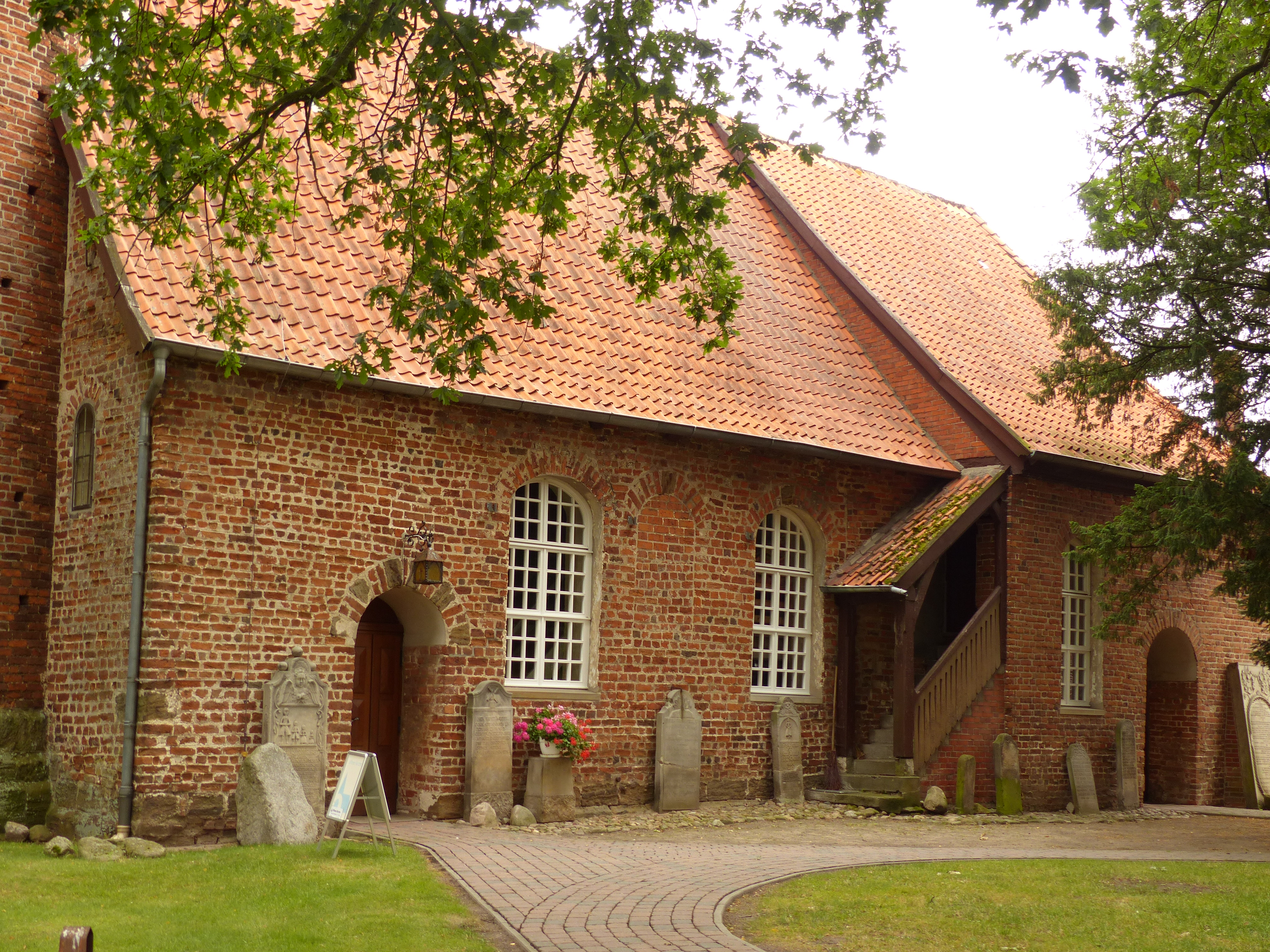
Schiff und Chor von Südwesten

Die Burg diente dazu, von der Schifffahrt auf der Aller Abgaben zu erheben.
Nach dem Aussterben der Herren von Westen erwarb 1219 der Verdener Bischof Iso von Wölpe deren Sitz am Allerufer und ließ danach den runden Wachtturm errichten, der heute als Kirchturm dient. Noch im 13. Jahrhundert wurde ein kleines Kirchenschiff angebaut. An der Nordseite neben dem Turm ist ein später vermauertes Portal des romanischen Gotteshauses erhalten. Im Lauf des 14. Jahrhunderts wurde das Schiff gotisch umgestaltet, erhielt dabei allerdings außer dem Südportal keine Spitz- sondern Stichbögen.
Der breitere polygonale Chor wurde erst 1780 bis 1786 angefügt. Dabei erhielt der Kirchensaal insgesamt ein ungegliedertes korbbogiges Gewölbe.

## Einzelheiten des Bauwerks

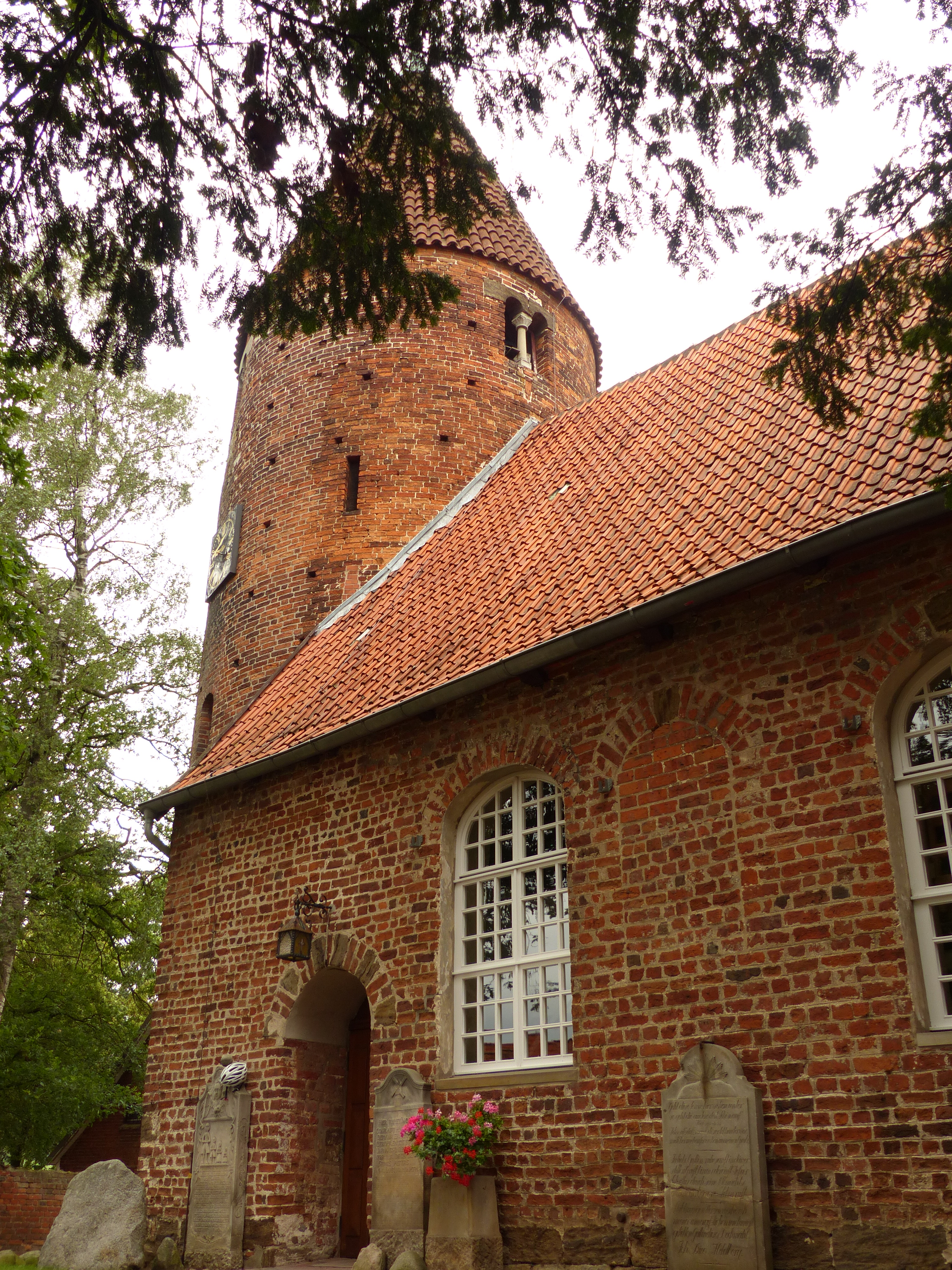
Turm von Südosten

Das Obergeschoss des Turms hat drei rundbogige Biforien, von denen das südliche erneuert ist. Technisch betrachtet sind die Fenster jedoch nicht mit Bögen abgeschlossen, sondern mit Architraven, da die Rundbögen aus den Unterseiten großer Sandsteinquader herausgemeißelt wurden.
Bei den Fenstern des Kirchenraums fällt auf, dass das zumindest gotische vermauerte Mittelfenster der Südwand des Schiffes, zwei später vergrößerte Fenster dieser Wand und die Fenster des neuzeitlichen Chors gleichartig konstruierte Bögen haben. Der nur einen halben Stein dicke Bogen des vergrößerten Fensters der nördlichen Schiffswand hat Parallelen in anderen gotischen Fenstervergrößerungen des unteren Wesergebiets.

## Ausstattung

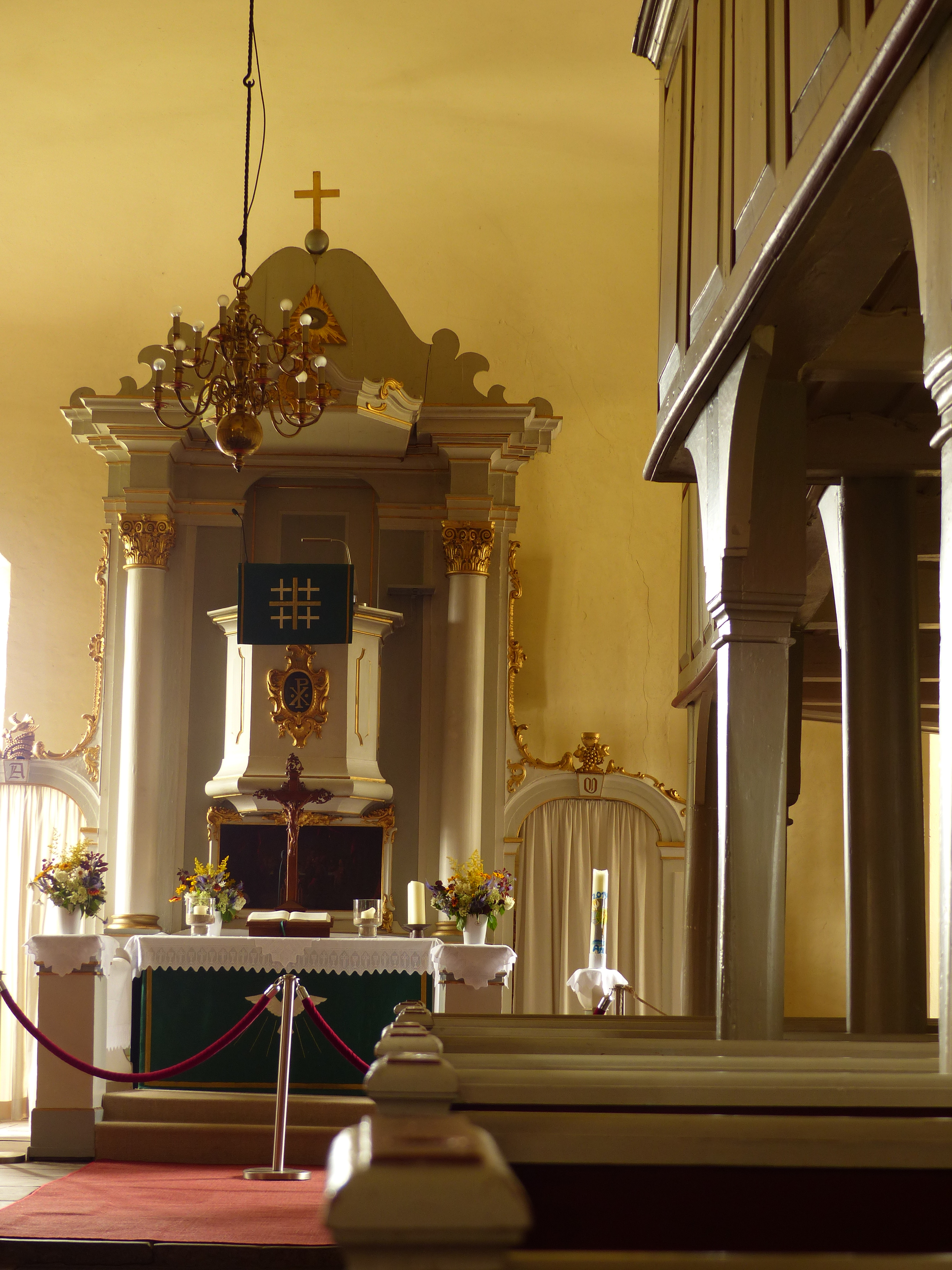
Kanzelaltar

Die Kirche besitzt einen Kanzelaltar.
Die Emporen an beiden Seitenwänden des Schiffs wurden in mehreren Bauphasen eingefügt.